# Resultados do Carnaval de Juiz de Fora em 2014
Resultados do Carnaval de Juiz de Fora em 2014, cujos desfiles foram antes do carnaval, sendo novamente realizados na Avenida Brasil. A apuração ocorreu no dia 24 de fevereiro, sendo que não ocorrerá o desfile das campeãs.
| Grupo A   | Grupo A                       | Grupo A | Grupo A              | Grupo A   | Grupo A           |
| Colocação | Escola                        | Pontos  | Quesito desempate    | Nota      | Ref.              |
| --------- | ----------------------------- | ------- | -------------------- | --------- | ----------------- |
| 1º        | Unidos do Ladeira             | 108,7   | Alegorias e adereços |           | [ 1 ] [ 2 ] [ 3 ] |
| 2º        | Turunas do Riachuelo          | 108,7   |                      |           | [ 1 ] [ 2 ]       |
| 3º        | Real Grandeza                 | 108,5   |                      |           | [ 1 ] [ 2 ]       |
| 4º        | Juventude Imperial            | *       |                      |           |                   |
| 5º        | Mocidade Alegre de São Mateus | 106,5   |                      | Rebaixada | [ 1 ] [ 2 ]       |
| Grupo B   |                               |         |                      |           |                   |
| Colocação | Escola                        | Pontos  | *                    | Nota      | Ref.              |
| 1º        | Feliz Lembrança               | 108,4   | *                    | Promovida | [ 1 ] [ 2 ]       |
| 2º        | Unidos das Vilas do Retiro    | 108,3   |                      |           | [ 1 ] [ 2 ]       |
| 3º        | Acadêmicos do Manoel Honório  | *       |                      |           | [ 2 ]             |
| 6º        | União das Cores               | 104,8   | *                    | Rebaixada | [ 2 ]             |
| Grupo C   |                               |         |                      |           |                   |
| Colocação | Escola                        | Pontos  | *                    | Nota      | Ref.              |
| 1º        | Vale do Paraibuna             | 105,8   |                      | Promovida | [ 1 ] [ 2 ]       |

- Participaram dos desfiles no grupo B as escolas Partido Alto e Rivais da Primavera.
- A escola Mocidade Independente do Progresso desistiu de desfilar.